# 八坊十三巷
八坊十三巷位于甘肃省临夏回族自治州首府临夏市主城区，是一片具有回族民族特色的历史文化街区，国家4A级景区，被称为民族建筑艺术“大观园”、“甘肃新地标”和临夏文化旅游新名片。街区内居民共2000多户，8200人，回族占98%以上。

## 位置
八坊十三巷街区位于中华人民共和国甘肃省临夏回族自治州临夏市北大街以南，前河沿以北，解放路以西，新西路以东。八坊包括大寺坊、新王寺坊、老王寺坊、北寺坊、祁寺坊、西寺坊、铁家寺坊、前河沿寺坊，环绕八座清真寺，包括临夏南关大寺、清真新王寺、清真老王寺、临夏清真北寺、清真大祁寺、清真西寺、清真铁家寺、清真前河沿寺。

## 历史
临夏古称河州，市内的回民又称“八坊人”。而八坊十三巷则是临夏市老城区内唯一的保留至今未被破坏性开发的瓦房区。八坊十三巷的历史最早可以追溯到唐朝。大食、波斯等国的商人及宗教人士来到河州一带经商、传教，一些人在此定居。
八坊十三巷历经了宋、元、明、清、民国，随着街区内人口逐步增长，回族居民开始修建清真寺、设立教坊，逐步形成了一个“围寺而居、围坊而商”的穆斯林聚居区八坊。如今的建筑风格始于民国时期，在改革开放后进行的一系列城市建设中被保留了下来。
2015年，临夏市政府开始对八坊十三巷进行保护性开发，修缮了原有的瓦房区。
2017年，临夏市政府进一步开发了总长约3.3公里的街巷，包括专员巷、王寺巷、石桥巷、细巷、坝口巷、小南巷、大南巷、沙尕塄巷、北巷以及红水河两岸。
2018年1月6日，八坊十三巷获批国家4A级旅游景区。

## 建筑
八坊十三巷内较完整地保存着41座四合院和109座民宅。
- 八坊十三巷80号院，大公馆，位于大旮巷80号，是一座四合院，占地宽阔。包括了4座正院和后院、南院、车院、花园、库房。该建筑仿照了北京四合院的建筑形制修建而成，并且融入回族砖雕、汉族木刻、藏族彩绘等诸多特色元素，具有较高的建筑水平。现为八坊民俗馆。[5]
- 清真北寺，位于北巷之中，它的影壁临夏北寺照壁建于1741年（清乾隆年间），距今已有276年的历史，是现存最古老的地面大型砖雕影壁。[5]

## 影视
纪录片《八坊十三巷》于2019年1月21日和28日在中央电视台综合频道《中华民族》栏目播出。